# 泰基爾吉奧爾

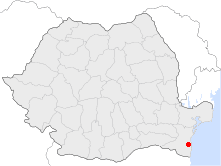

泰基爾吉奧爾是羅馬尼亞的城鎮，位於該國東南部，距離首府康斯坦察13公里，由康斯坦察縣負責管轄，面積46.07平方公里，海拔高度5米，2009年人口7,421，大多數居民信奉東正教。

## 外部連結
- Alternative website about Techirghiol （页面存档备份，存于）
- Techirghiol Balneotherapy Center
- Saint Mary Monastery （页面存档备份，存于）